# كلية الألسن (جامعة عين شمس)
كلية الألسن، مختصة في اللغات والترجمة منذ أن أُنشِئت سنة (1251هـ/ 1835).

## نبذة تاريخية
أُطلق عليها عند إنشائها اسم مدرسة المترجمين، ثم تم تغيير اسمها في سنة 1975 إلى مدرسة الألسن، ويتصل تاريخها بتاريخ النهضة المصرية الحديثة. ويرجع الفضل في ذلك إلى منشئها الشيخ رفاعة رافع الطهطاوى (1216 هـ/1801 - 1290 هـ/1873) في سنة (1351هـ/ 1835) والذي كان يطمح لتكوين جيل من المثقفين يكونون همزة الوصل بين الثقافة العربية والغربية ضالعين في الآداب العربية وفي آداب اللغات الأجنبية، وقادرين على تعريب الكتب الأجنبية، وعلى النهوض بالإدارة الحكومية فيما يعهد به إليهم من مناصب.

### أهداف المدرسة
كان هدف المدرسة عند إنشائها سنة (1352هـ/ 1836م):
1. تخريج مترجمين لخدمة المصالح والمدارس الحكومية.
2. تكوين قلم للترجمة من خريجيها.

ولما وضعت قوانين التعليم سنة (1836/ 1837م)، أصبح الغرض منها:
1. تخريج المترجمين.
2. إمداد المدارس الخصوصية الأخرى بتلاميذ يعرفون اللغة الفرنسية.

وقد تخرجت أول دفعة في مدرسة الألسن سنة 1839م.

### الإعتراف
تعرضت مدرسة الألسن للإغلاق في بعض الفترات. ولكن ٱفتتحت المدرسة مرة أخرى في سنة 1951. وقد كانت الدراسة بها مسائية، لتتيح لطلبة الجامعات فرصة إتقان اللغات الأجنبية.
وفي سنة 1957، أُنشِئَت مدرسة الألسن العليا وأصبحت بمقتضاه ضمن المعاهد العليا التي تمنح خريجيها درجة الليسانس، وصارت الألسن المدرسة الوحيدة في الشرق الأوسط المخصصة في دراسة اللغات، بالإضافة إلى الإهتمام الخاص بالترجمة.
وفى 20 ديسمبر 1973 صدر القرار الجمهوري رقم 1952 بضم مدرسة «الألسن العليا» إلى جامعة عين شمس كلية مستقلة باسم كلية الألسن.

## أقسام الكلية
تضم الكلية العديد من الأقسام والهدف من ذلك هو تخريج دفعات من المتخصصين في اللغات الأجنبية المتنوعة بجانب قسم اللغة العربية للناطقين بها وقسم اللغة العربية لغير الناطقين بها والذي يتيح للأجانب إمكانية تعلم اللغة العربية وإتقانها، وهي:
- قسم اللغة العربية للناطقين بها.
- قسم اللغة العربية لغير الناطقين بها.
- قسم اللغة الإنجليزية.
- قسم اللغات السامية وشعبة اللغة العبرية هي أساس الدراسة بالقسم.
- قسم اللغات الشرقية الإسلامية والذي يضم شعبتين: أ -اللغة التركية. ب -اللغة الفارسية.
- قسم اللغات الأفريقية والذي يضم: أ -اللغة السواحيلية. ب -اللغة الهوسا ج- اللغة الهيروغليفية د-اللغة الحبشية.[3]
- قسم اللغات السلافية والذي يضم شعبتين: أ -اللغة الروسية. ب -اللغة التشيكية.
- قسم اللغة الفرنسية.
- قسم اللغة الألمانية.
- قسم اللغة الإيطالية
- قسم اللغة الإسبانية.
- قسم اللغة اليابانية.
- قسم اللغة الكورية.
- قسم اللغة الصينية.
- قسم اللغة البرتغالية.

## الدراسات العليا

### درجة ماجيستير الألسن
يتعين على الطالب لنيل درجة ماجستير الألسن أن يكون حاصلا على درجة ليسانس الألسن بتقدير (جيد) على الأقل أو درجة الليسانس في الآداب من إحدى الجامعات المصرية في نفس لغة التخصص وبنفس التقدير، أو على درجة معادلة لأيهما من معهد علمي آخر معترف به من المجلس الأعلى للجامعات وبنفس التقدير.

## مكتبة عامة لتثقيف الطلاب
في عام 2013، افتتحتها منسقة الفعاليات الثقافية للمكتبة. وأوضحت أن المكتبة تهدف إلى استغلال أوقات فراغ الطلاب بين المحاضرات ومحاربة الأمية الثقافية لدى الكثير منهم من خلال توفير كتب تثقيفية متنوعة في مجالات التنمية البشرية، والثقافة العامة، والاجتماعية، والفلسفة، والأدب المترجم، وعلم النفس والمهارات الاجتماعية، وبذلك تكون مختلفة عن مكتبة الكلية التي تركز على البحث العلمي المتعلق بها. ومقر المكتبة في قاعة الأنشطة في الكلية، وتفتح يومياً من الأحد إلى الخميس من التاسعة صباحاً وحتى الرابعة مساءً، ولكنها لم تعد فعالة الآن، ظل الاقتصار على مكتبة اللغات ومكتبة اللغة العربية بالطابق الخامس.